# Desmond Tutu
Desmond Mpilo Tutu (afrikanskt namn: Mpilo), född 7 oktober 1931 i Klerksdorp, Nordvästprovinsen (i dåvarande Transvaal), död 26 december 2021 i Kapstaden, var en sydafrikansk kyrkoledare som var ärkebiskop 1986–1996. Tutu var, näst efter Nelson Mandela, det svarta Sydafrikas mest framstående ledare. Han var en känd motståndare till apartheid och en icke-våldsförespråkare. Han var anglikanska kyrkans förste svarte ärkebiskop, nobelpristagare (Nobels fredspris 1984), samt ordförande i den sydafrikanska sanningskommissionen. Tutu blev, från 1978, utsedd till hedersdoktor vid många universitet.

## Tidigare år
Desmond Mpilo Tutu föddes i Klerksdorp, Transvaal, den 7 oktober 1931,  av Zacheriah Zililo Tutu och hans fru Aletta. Tutus familj flyttade till Johannesburg när han var 12 år, fadern var lärare och modern städare och kokerska på en skola för blinda. Under sina första år blev Tutu svårt sjuk i polio, vilket skulle påverka hans hälsa senare i livet.
Hans uppväxt genomsyrades av kyrkans liv, bl.a. av munkarna från Community of the Resurrection och speciellt Trevor Huddleston som var hans lärare och senare mentor. Tutu var duktig i skolan och studerade efter grundskolan till lärare. Efter valet 1948, då man började klassificera alla sydafrikaner efter etniskt ursprung och förbjuda äktenskap mellan raserna, drev också chefsideologen Hendrik Verwoerd igenom en kortare skolgång för den svarta befolkningen, kallad bantuutbildningen. Tutu, som inte ville ”samverka till ett sådant nedrigt projekt”, började istället läsa teologi i Rosettenville, Johannesburg, och ordinerades som en anglikansk präst av sin mentor Huddleston 1960. Han verkade som församlingspräst i några år innan han började studera teologi på King's College i London. Där tog han sin magisterexamen och paret Tutu stannade där i fyra år. 
Därefter flyttade paret tillbaka till Sydafrika, till Alice i Östra Kapprovinsen där Desmond blev bibellärare på Federal Theological Seminary. Han undervisade i dogmatik, Gamla testamentet och grekiska och blev en förebild för många studenter eftersom de flesta av lärarna var européer eller amerikaner.

## TEF
1972 blev Tutu Afrikasekreterare i London på Theological Education Fund (TEF), vilket innebar att han skulle bedöma och föra fram rekommendationer om TEF-bidrag för teologiska utbildningsinstitutioner och studenter i hela Afrika söder om Sahara. Han fick därför se hur det gick för många afrikanska länder ett årtionde efter att avkoloniseringen av Afrika inletts. Han gjorde fyrtioåtta besök i tjugofem länder under sina tre år på posten. Genom sina resor fick han se utmaningarna i processen med att skapa nationell identitet, att utveckla ländernas ekonomier och att ena olika folkgrupper som förts samman i nationsgränser som de europeiska statsmakterna tvingat fram. 
1972 reste Tutu till Zaire där överste Joseph-Désiré Mobutu hade tagit makten och med västvärldens stöd skapat en enpartistat och propagerat för en inhemsk afrikansk kultur. Två år senare kommer han samtidigt som den stora boxningsmatchen mellan Muhammad Ali och George Foreman som Don King kallade för The Rumble in the Jungle. Han tyckte den protestantiska kyrkan agerade passivt, den ”tycks ha förlorat all känsla för sin profetiska kallelse”.
Det andra land Tutu besökte var Nigeria, Afrikas jätte. Efter självständigheten 1960 betraktades Nigeria som det största hoppet för en postkolonial framgång med en stark ekonomi och välskötta offentliga finanser. Men efter regionala motsättningar, inbördeskrig och militärregim av general Yakubu Gowon var Tutus slutsatser blandade. ”Nigeria är ju egentligen inte en nation utan flera, och utgör ett strålande exempel på hur Afrika våldtogs av kolonisatörer som tvingade fram en styckning av kontinenten på grund av sin glupande girighet.”
De svåra sociala förhållandena väckte reflektioner om hur prästutbildningarna verkligen svarade mot Afrikas behov. När han besökt Nairobis värsta slumområden frågade han sig:
| ” | Hur ska man kunna tala om en Gud som älskar en, en räddare, en frälsare, när man bor som ett djur? […] Är den utbildning som ges i de relativt isolerade elfenbenstornen alls inriktad på att säga något som är relevant i sådana här situationer? [...] Hela filosofin och livsstilen inom den teologiska utbildningen måste revolutioneras, så att den i grunden blir mycket mer probleminriktad och människocentrerad, snarare än kursplanscentrerad. […] Tredje världen måste utveckla en egen stil som riktar in sig på dess egna problem, och kanske vi fortfarande lära andra ett eller annat. | „ |

1975 blev Tutu som första svarta präst vald till domprost i Johannesburg. Knappt ett år senare blev han vald till biskop i Soweto.

## SACC
Tutu blev verkställande ledare för South African Council of Churches (SACC) 1978, vilket var en ekumenisk organisation för olika kyrkliga samfund. Det var i Sydafrikas integrerade kyrkor, som de anglikanska, kongregationalistiska, metodistiska och presbyterianska, som svarta och vita kunde diskutera landets framtid. Ändå var de vita i samfundens beslutsorgan proportionerligt mycket större till antalet än antal vita medlemmar i kyrkorna. Däremot var SACC mer representativt än både kyrkorna och parlamentet. SACC hade mellan 12 och 15 miljoner anhängare, medan parlamentet bara företrädde 4 miljoner vita i en befolkning på 25 miljoner. Tutu ersatte John Rees som hade förvandlat SACC från en organisation med sex anställda till en med 70 anställda. När Tutu började satte han sin prägel på SACC genom att införa dagliga obligatoriska bönestunder för personalen, regelbundna bibelstudier, mässa varje månad samt tysta retreater. Tutu ville visa att SACC inte var en sekulär sammanslutning.
| ” | Kyrkan finns först och främst för att prisa och ära Gud, och det kan inte vara annorlunda för ett kyrkornas samarbetsråd. Detta är vår högsta prioritet. […] Därför är bönen, meditationen och bibelläsningen inte något som finns vid sidan av det vi gör utan något som står i centrum för våra liv. Vi skäms inte för att sätta Gud främst. […] Vårt mönster och vår förebild är vår herre och frälsare Jesus Kristus, som kunde finnas till för andra enbart därför att han först och främst fanns till för Gud och var en bönens man. | „ |

På SACC utvecklade han en ledarstil som han skulle fortsätta att använda sig av under resten av sin livsgärning. Han utsåg en erfaren ledningsgrupp som klarade av att ta initiativ och han delegerade många av de enskilda arbetsuppgifterna till denna grupp, utom sådant som att författa predikningar och tal och skriva de viktigaste breven. 
En av de mest kontroversiella frågorna som kyrkorna hade att ta ställning till var om en väpnad kamp av befrielserörelserna var berättigad. Tutus inställning till våld låg i linje med SACC:s hållning, där man kombinerade förståelsen för de skäl som fanns för att ta till vapen med ett konsekvent fördömande av allt våld, vilken sida det än kom från, och en uppmaning till de unga vita män som stod i beredskap att värvas till det militära att de skulle fundera på att vapenvägra. 
Det verktyg Tutu kom att fastna för i den fredliga kampen mot apartheid var ekonomiska påtryckningar i form av sanktioner och uteblivna investeringar. Sydafrika var Afrikas kraftcentrum när det gällde gruvindustrin, och industrin över huvud taget, och landet var beroende av internationell handel och investeringar. År 1978 investerade utländskt kapital till ett värde av över 26 miljarder dollar i landet. Av detta kapital kom 40 procent från Storbritannien, 20 procent från USA, 10 från Västtyskland. Det var förbjudet i antiterrorlagen att uppmana till något som ”inverkade menligt på någon industri eller något företag […]”. Istället vädjade Tutu både i utlandet och i Sydafrika om ”politiska, diplomatiska och särskilt ekonomiska påtryckningar gentemot Sydafrika”, påpekade att antiterrorlagarna förespråkade ett minimistraff på minst fem års fängelse för ekonomisk sabotage och överlät åt åhörarna att själva dra slutsatserna. 
Frågan om sanktioner ledde till flest meningsskiljaktigheter och till djup splittring, både i kyrkorna och i andra apartheidfientliga organisationer som höll sig till lagen och hade stöd bland vita. Nästan utan undantag stödde de svarta sanktionerna medan de vita motsade sig dem.

## Nobels fredspris
En av den norska Nobelkommitténs medlemmar, Egil Aarvik fick två nomineringar till fredspriset gällande Tutu under 1984. Den första kom från Einar Lunde, en norsk tv-journalist i Sydafrika som besökte Vaaltriangeln, där mycket av våldet ägde rum. Han intervjuade bland annat en äldre kvinna som sett polisen döda barn och när Lunde kom tillbaka till Norge för att redigera materialet började han gråta. Eftersom han hade gått i skolan tillsammans med Aarviks söner,  ringde han Aarvik och föreslog att SACC skulle få priset. Den andra var Gunnar Lislerud, en norsk biskop som varit missionär i Sydafrika. Sydafrika var på gränsen till inbördeskrig och SACC var en av mycket få antiapartheidorganisationer som inte hade bannlysts av regeringen, och ett fredspris skulle göra det svårt för regeringen att ingripa mot Tutu och SACC, tyckte Lislerud.
Paret Tutu var i New York när priset kungjordes och motiveringen var att Tutu var ”en samlande ledargestalt i kampen för att lösa Sydafrikas apartheidproblem med fredliga medel.” Både P.W. Botha och hans utrikesminister R.F. (Pik) Botha svarade med ”ingen kommentar”. 
Under presentationen i universitetsaulan i Oslo blev lokalen bombhotad. Kungen viftade undan det hela men polisen utrymde salen. Efter 80 minuter återupptogs ceremonin men då var orkestern försvunnen. Då bad Tutu att alla sydafrikaner skulle gå upp på scenen och sjunga ”Nkosi Sikelel' iAfrika”, som senare blev Sydafrikas nationalsång.

## Biskop och ärkebiskop
I februari 1985 installerades han som biskop i Johannesburgs stift. Han bjöd in präster, lekmän och utomstående experter till stiftets sammanträden för att veta mer om vad som hände i de svarta förstäderna. Tutu blev ombedd att tala vid många begravningar under denna tid och eftersom begravningarna var de enda möjligheter svarta sydafrikaner hade att ge uttryck för sina politiska ambitioner lockade de tusentals unga. Det blev en ond cirkel eftersom begravningarna ofta ledde till att det blev sammandrabbningar mellan polis och stenkastande ungdomar, vilket ledde till fler dödsfall och begravningar. 
1987 valdes Tutu till ärkebiskop i Kapstaden, vilket fick stor uppståndelse i media eftersom den anglikanska kyrkan fortfarande betraktades som det engelska etablissemangets kyrka. Hans dagsschema kunde börja med enskild bön klockan 4 på morgonen och klockan 5 en halvtimmes rask promenad. Efter en dusch gick han vid sex ner till sitt tjänsterum för andlig läsning och arbete. Halv åtta gick han till kapellet och höll morgonbön med prästerna. Halv nio åt han frukost med sin fru Leah, ofta ett glas apelsinjuice. Därefter hade han halvtimmeslånga möten under förmiddagen för att klockan ett ha enskild bön i kapellet. Sedan åt han lunch och sov middag en timme. Mötena började igen klockan tre och mot slutet av eftermiddagen bad han aftonbön i kapellet tillsammans med prästerna. Klockan sju åt han middag och tittade på kvällsnyheterna och lade sig ofta vid 9-tiden och somnade efter att ha bett completorium.

## Vägen till frihet
Tutu kom att ingå i en grupp kyrkledare som ofta kallades in för att medla i konflikter på gatorna. Några av gruppens övriga medlemmar var Allan Boesak, ledare för Dutch Reformed Mission Church och Stephen Naidoo, katolsk ärkebiskop. De tre utgjorde ett starkt team, Boesak var politisk intelligent, Naidoo var en duktig förhandlare och Tutu en mycket duktig talare som först tände och samlade folkmassorna och sedan hjälpte dem att kanalisera sin vrede i kreativ, fredlig handling.
1987 var Tutu och hans fru Leah inbjudna till Moçambique, där Sydafrika med våld tvingade landet att skriva på ett fredsfördrag tre år tidigare. Dock sågs fortfarande Moçambique som ett fiendeland med marxistiskt styre. I samband med en presskonferens fick Tutu frågan om han fortfarande var motståndare till en väpnad kamp. Svaret blev felciterat i en moçambikisk tidning där de uppgav att han hade uppmanat till våld, vilket hade lett till en våldsam uppståndelse i hemlandet. När han en vecka senare skulle åka tillbaka till Sydafrika var han nedstämd. Han berättade för sin assistent var hans testamente fanns och riktlinjer för hans begravning, och i den sista gudstjänsten predikade han om att kristna ska stå upp för sanningen och om martyrskapet. På flygplatsen i Maputo tog moçambikier ett färgglatt och högljutt farväl av Tutu och sjöng sånger på plattan. När Tutu kom in i planet var spänningen mycket tät, överallt i kabinen satt vita sydafrikanska affärsmän och tjänstemän som stirrade på honom under total tystnad.
I februari 1988 hade Bothas polisminister Adriaan Vlok förbjudit 17 organisationer som varit med i den tre år långa upproret mot apartheid. Som en reaktion på detta beslutade SACC (Rådet för Sydafrikas kyrkor) att man skulle ta vid där de bannlysta organisationerna hade slutat. Kyrkoledarna bestämde sig också för att flyga till Kapstaden, där Sydafrikas parlament sammanträder, och meddela regeringen sitt beslut. 25 kyrkoledare och cirka hundra andra präster och lekmän träffas i St George's Cathedral och efter en kort gudstjänst tågar församlingen ut ur katedralen, två och två i armkrok och med prästerna i sina ämbetskläder för att lämna över petitionen till parlamentet. Längst fram gick Tutu, Frank Chikane generalsekreterare för SACC, den katolske ärkebiskopen Stephen Naidoo, Metodistkyrkans ordförande Khoza Mgojo samt ordföranden i World Alliance of Reformed Churches Allan Boesak. Poliser i blå uniformer, också de på led och i armkrok, svängde ut på gatan för att blockera vägen för dem. En befälhavare med megafon upplyste dem om att det de gjorde var olagligt. Han uppmanade dem att skingras. De vägrade och föll istället på knä på trottoaren. Polisen arresterade ledarna, förde bort dem och bröt sedan upp resten av processionen med hjälp av en vattenkanon. Några av prästerna klamrade sig fast i parkeringsautomaterna, andra slungades iväg nerför gatan. Samma kväll sade BBC:s sydafrikakorrepondent till tittarna att ”kyrkan definitivt har tagit över kommandot i protesterna mot apartheid.”
Några veckor senare, måndagen den 14 mars, meddelade Högsta domstolen att fem män och en kvinna som hade fällts för mordet på Sharpevilles biträdande borgmästare under Vaalupprorets första dag 1984. De sex dömda skulle hängas på fredagen samma vecka. Väktare hade mätt omkretsen på deras halsar, tagit reda på hur långa de var och vad de vägde så att bödeln skulle kunna räkna ut hur långa rep och hur stora öglor han skulle använda. Fallet hade gett upphov till en internationell kampanj för att få dem benådade. Dels hade poliser som utredde fallet gjort sig skyldiga till övergrepp mot vittnen och misstänkta, dels var de flesta av de dömda inte anklagade för att aktivt ha medverkat till att den tillträdande borgmästaren dog, utan för att ha befunnit sig i en folkmassa som stred för samma sak som mördarna. 
När Tutu fick höra om den planerade avrättningen ringde han ambassadörerna för de länder som var Bothas närmaste allierade, Storbritannien, USA och Västtyskland, och bad att få prata med deras regeringschefer. Margaret Thatcher ringde upp samma dag, liksom Ronald Reagans utrikesminister George Schultz. Båda försäkrade honom att de skulle försöka få till stånd en benådning. Helmut Kohl framförde en liknande begäran från dåvarande EG. 
Tutu åkte sedan till Tuynhuys, P.W. Bothas kansli i Kapstaden för att i egenskap av själavårdare be om nåd för de dömda. Eftersom han var präst och förkunnade evangeliet hade han kommit för att be om barmhärtighet, vilket inte skulle förväxlas med rättvisa. Han varnade för att en avrättning skulle kunna utlösa nya våldsamheter, särskilt eftersom det snart var årsdagen av massakern i Sharpeville 1960. Botha svarade med att Sydafrikas domstolar var självständiga och att han inte ville inkräkta på deras rättigheter. Botha ville också prata om kyrkoledarnas petition. Originaldokumentet, som var lite skrynkligt efter att ha blötts ner av vattenkanonen, hade postats till presidenten dagen efter den avbrutna marschen. Botha gav Tutu ett fyra sidor långt svar och började därefter läxa upp honom. Han hötte med fingret och hudflängde ärkebiskopen bland annat för att han (enligt Botha) tågat framför en kommunistflagga och varit dumdristig nog att be Thatcher, Reagen och Kohl att lägga sig i Sydafrikas interna angelägenheter. Till en början lade Tutu band på sig, men i takt med att Tutu försökte skjuta in ett ord här och där utan att lyckas och Botha hoppade från ett ämne till ett annat, vaknade en ilska upp inom honom. Han hötte med fingret tillbaka och snart utvecklades mötet till ett kaotiskt gräl. Anklagelserna tornade upp sig och när Tutu bedömde att det var meningslöst att fortsätta sade han tack och gjorde sig redo att gå. Botha skällde tillbaka: ”Ni är arrogant både när ni är på mitt tjänsterum och när ni inte är det. Ni kan ta med er era avståndstaganden och gå! Adjö!”. Men nästa morgon fann advokaterna att domaren var som förvandlad och senare ersattes dödsdomarna till långa fängelsestraff.
Några månader senare bombades SACC:s högkvarter från order från Botha med åtta ryggsäckar fyllda med mellan sju och tio kilo sprängmedel vardera.

## Frihet
1989 var det val och mer än tjugo personer dödades i Kapstadens förstäder på valdagen den 6 september men vissa rapporter talade om mycket högre dödssiffror. När Tutu fick höra det bröt han ihop och började gråta. Han tillbringade kvällen i ensamhet och sov dåligt. Under natten greps han av en övertygelse om att Gud uppmanade honom att ta initiativ till ytterligare en protestmarsch. Tutu hade rykte om sig att handla utan att rådgöra med andra ledare och aldrig hade det ryktet varit så välförtjänt som nu. Den 11 september samlades uppskattningsvis 30 000 människor i en marsch som kom att kallas "Borgmästarens marsch" eftersom den nytillträdde borgmästaren Gordon Oliver deltog. Denna demonstration skulle visa sig bli en vändpunkt i processen där Sydafrika ändrade riktning från våldsamheter till en väg som ledde vidare till förhandlingar, uppgörelser och demokrati. 
Tre månader senare, den 2 februari 1990 hävde de Klerk förbudet mot politiska partier och den 10 februari meddelade han också att Nelson Mandela skulle friges dagen därpå. Tusentals människor samlades på Grand Parade och Mandela höll sitt första anförande på 35 år. Sedan sov Winnie och Nelson Mandela sin första natt i gästrummet hemma hos Tutu på Bishopscourt. På morgonen var det presskonferens för 200 journalister på Tutus gräsmatta.
Som ledare för den Anglikanska kyrkan var det viktigt för Tutu att inte låta kyrkan bli ”foglig och tystlåten” mot makten, vilket han hade sett hända på sina resor i Afrika 20 år tidigare. Redan några veckor efter att Mandela hade blivit frisläppt slog den Anglikanska kyrkan fast sin självständighet mot befrielserörelserna genom tre kontroversiella beslut. De skulle fortsätta att stödja sanktionerna tills demokratin var ”oåterkallelig”, de skulle uppmana befrielserörelserna att avbryta den väpnade kampen och förbjuda präster att bli medlemmar i politiska partier. Det skapade omedelbart bestörtning bland kyrkliga aktivister.

## Sanningskommissionen

### Starten
När ANC förberedde sig för att ta makten fick den tidigare parlamentsledamoten Alex Boraine en viktig roll i arbetet med att utforma en sannings- och försoningskommission (Truth and Reconciliation Commission, TRC). Boraine hade studerat hur andra länder, framför allt i Östeuropa och Latinamerika, hade gjort för att bearbeta sitt förflutna när de övergett ett auktoritärt statsskick. Parlamentet förkastade tanken om en allmän amnesti som man haft i Chile efter Pinochets regim. Istället fattades det unika beslutet att en person bara kunde benådas på villkor att han eller hon själv ansökte om nåd och avslöjade samtliga brott.
Trots att Mandela och Tutu haft ett offentligt meningsutbyte om vapenindustrin och Mandelas färgglada skjortor (Mandela svarade med glimten i ögat att det var en lustig synpunkt för att komma från en man i klänning) utnämnde Mandela Tutu till ordförande i Sanningskommissionen. Halvvägs in i den arton månader långa period som kommissionen hade på sig började man oroa sig för att processen inte fungerade. I ett halvår hade offer och överlevande ställt ut sitt lidande till allmänt beskådande men det verkade inte ha fått någon effekt. Det var först när poliser fick höra att Transvaals allmänåklagare förberedde åtal som ansökningarna om nåd började att strömma in. För att illustrera avslöjandenas natur valde Tutu ut vissa berättelser och återkom till dem gång på gång. Oftast var det följande berättelse om hur polisen tog för vana att föra ut fångar i bushen, mörda dem och göra sig av med kropparna. 
| ”                                             | Vi lade knockoutdroppar i Sizwe Kondiles (aktivist och student) drink medan vi satt där och drack själva och öppnade ölburkar och en massa annat. […] Till slut ramlade han bakåt och blev liggande på rygg. […] (de) sköt honom i huvudet. Han ryckte till och så var det slut. De fyra underofficerarna […] tog tag i varsin hand eller fot, lade kroppen på bålet av bildäck och ved, hällde över bensin och tände på. […] Samtidigt som det pågick satt vi och drack och grillade intill brasan. […] Det tar ungefär sju timmar att bränna en kropp så att det bara är aska kvar, och vissa köttstycken, särskilt skinkorna och låren, fick man vända på flera gånger under natten för att allting verkligen skulle brännas till aska. | „ |
| – Dirk Coetzee, säkerhetspolis från Vlakplaas | |   |

### Botha
När kommissionen fick höra att Khotso House hade bombats på Bothas befallning av den förre rikspolischefen van der Mewe lät man bli att kalla Botha till ett vanligt förhör, utan hade enskilda samtal med Tutu. Han nekade till uppgifterna och till att han gjort någonting han skulle behöva be om nåd för. Senare fick Botha order om att inställa sig inför kommissionen, då det i protokoll från det nationella säkerhetsrådets sammanträden förekom ord som ”undanröja” och ”oskadliggöra” när det handlade om rådets motståndare. I domstolen vädjade Tutu till Botha en sista gång. 
”Om Mr. Botha kunde förmå sig att säga: Jag beklagar att min regerings politik åsamkade er smärta. Bara det. Kan han förmå sig att säga att jag beklagar att min regerings politik åsamkade er så mycket smärta? Det skulle vara någonting oerhört och jag vill vädja till honom om det.”
P.W. Botha svarade inte. Kommissionen pekade senare ut Botha som ”mannen som förde in Sydafrika på kriminalitetens väg”.

### F.W. de Klerk
F.W. de Klerk sade inför kommissionen att han inte hade varit medveten om de fasansfulla brott som begåtts. Tutu var besviken på de Klerk och sade sig längre fram ångra att han hade nominerat de Klerk till fredspriset. De Klerk hade blivit ”en liten människa, utan storsinthet och generositet”.

### Sanningskommissionens betydelse
Sanningskommissionen fick en enorm betydelse för det sydafrikanska samhället. I andra länder hade man verkat i hemlighet, men i Sydafrika var förhören offentliga. Kanske var dess viktigaste prestation att synen av poliser som bekände fasansfulla brott inför tv-kamerorna och syntes i nyhetsprogram kväll efter kväll gjorde det klart för de vita sydafrikanerna att det inte fanns någonstans att gömma sig. I över två år översköljdes befolkningen av berättelser om apartheidtidens övergrepp, vilket gjorde att både vita och svarta fick samma syn på vad som hade hänt i landet. Risken hade annars varit att den vita befolkningen skulle ha förnekat mycket av historieskildringen.
När sanningskommissionen hade lagt fram sin huvudrapport tackade Tutu ja till en tvåårig professur i USA.

## Internationella besök
Under en konferens med All African Conference of Churches (AACC) 1987 blev Tutu vald till rådets ordförande och en representant från kyrkan i Angola, José Belo Chipenda blev vald till generalsekreterare på heltid. Detta ledde till ett nära samarbete som skulle pågå i tio år. AACC såg det som sin uppgift att stötta medlemskyrkor när de stred för mänskliga rättigheter och Tutu använde sin internationella ryktbarhet för att få till stånd möten med statschefer.
1989 reste de till dåvarande Zaire för hjälpa kyrkorna att ta sig ur det nära förhållandet med Mobutu Sese Seko som vuxit fram under 70-talet. I den marxist-leninistiska diktaturen Etiopien predikade Tutu att Gud ”tar parti för de hungriga och fattiga och marginaliserade”, på en friluftsgudstjänst omgiven av biskopar från den etiopiska ortodoxa kyrkan i rikt utsmyckade dräkter och skyddade från solen av parasoller. De besökte Liberia 1994 som var i inbördeskrig vid den tiden och hade ett kaotiskt möte med Charles Taylor. 
Det svåraste och mest krävande uppdraget var dock i Rwanda 1995, året efter att nästan 1 miljon dödats. Han avrådde rwandierna från att kräva fullständig rättvisa i förhållandet till folkmordet; rättvisan måste blandas med barmhärtighet. Mönstret av vedergällning och åter vedergällning måste brytas.

## Mänskliga rättigheter
Tutu deltog aktivt inte bara i kampen mot apartheid, utan även i kampen för allas lika värde. Han förespråkade kvinnors rätt till abort, vilket inte sågs med blida ögon av kollegor. Han talade även om homosexuellas rättigheter, vilket han jämförde med de svartas kamp: "att vara gay är lika lite ett val som att vara svart eller vit" menade han. När norska kyrkan införde anställningsförbud för präster som levde i homosexuella relationer var Tutu den förste att reagera. Han menade att det var hans skyldighet på samma sätt som när norska kyrkan några år tidigare hade stöttat Sydafrika i kampen mot apartheid.

## Utmärkelser
Förutom Nobels fredspris har Tutu bland annat belönats med Albert Schweitzer-priset, Monismanienpriset 1999, Gandhis fredspris 2005 och Frihetsmedaljen 2009.
- Hedersdoktor vid Harvard University,  juni 1979[47]
- Nobels fredspris,  1984[48][49]
- Harvard Humanitarian Award,  mars 1984[50]
- Albert Schweitzer Prize for Humanitarianism,  1986
- Jamaicaorden,  1986[51][52]
- Pacem in Terris Award,  1987
- Hedersdoktor vid université Strasbourg-III,  1988[53][54]
- Hedersdoktor vid Université Toulouse-III-Paul-Sabatier,  21 juli 1988[55]
- Fellow of the African Academy of Sciences,  1991[56]
- Bishop John T. Walker Distinguished Humanitarian Service Award,  1992
- Archbishop of Canterbury's Award for Outstanding Service to the Anglican Communion,  1996
- Storofficer av Hederslegionen,  1998
- Four Freedoms Award - Freedom of Worship,  1998
- Monismanienpriset,  1999
- Förbundsrepubliken Tysklands förtjänstorden - storkors,  1999
- Sydneys fredspris,  1999[57]
- Sydafrikas Förtjänstfulla tjänsteorden,  1999
- Kataloniens parlaments hedersmedalj,  2000[58]
- Delta Prize for Global Understanding,  2000
- Jamnalal Bajaj-priset,  2000
- Hedersdoktor vid University of Washington,  7 maj 2002[59]
- James Parks Morton Interfaith Award,  2003
- Golden Plate Award,  2003
- Gandhis fredspris,  2005
- Osgar,  2006
- Light of Truth Award,  2006
- Giuseppe Motta Medal,  2007
- Fulbright Prize,  2008
- René Cassin-priset, med  Roelf Meyer,  2008[60]
- Presidentens frihetsmedalj,  2009[61]
- Hedersdoktor vid University of Portland,  1 maj 2009[62]
- Hedersdoktor vid Wiens universitet,  12 juni 2009[63]
- Kommendör av Oranien-Nassauorden,  2012
- Templetonpriset,  2013
- Kataloniens internationella pris,  2014[64]
- Companion of Honour,  2015
- Storkors av Storbritanniska Johanniterorden,  september 2017
- Marion Dönhoff Preis
- Hedersdoktor vid Universitetet i Groningen
- Hedersdoktor vid Universitat Pompeu Fabra
- Hedersdoktor vid Universitetet i Warszawa
- Hedersdoktor vid universitetet i Tromsø
- Hedersdoktor vid Universitetet i Cambridge
- Hedersdoktor vid Fribourgs universitet
- Hedersdoktor vid Columbia University

[Redigera Wikidata]